# GetBackers-奪還屋-
『GetBackers -奪還屋-』（ゲットバッカーズ だっかんや）は、『週刊少年マガジン』に1999年から2007年まで連載された漫画作品。原作は青樹佑夜、作画は綾峰欄人である。当初は一年程度で連載を終える予定だったが、最終的に約8年間連載が続くこととなった。全39巻。話数カウントは本編は「ACT-」、番外編は「REST-」。裏新宿を中心に依頼者の奪われた物を取り返す裏稼業・奪還屋『GetBackers』の美堂蛮と天野銀次のコンビの活躍とバトルを描いた少年漫画。2014年6月時点で累計発行部数は1800万部を突破している。
テレビアニメがTBS系列で2002年10月5日から2003年9月20日まで、土曜17時30分から放送された。ゲーム化もされた。

## 舞台・地名
新宿
いわゆる「表」の街。本編ではあまり出てこない。
裏新宿
物語の主要舞台。新宿の路地裏の先にある日本のスラム街で、世紀末大不況に伴う治安の悪化などで誕生した。最奥部には街の象徴である巨大な廃墟ビル・無限城が聳え立つ。GetBackersが拠点にしている喫茶店「Honky Tonk」もこの街の近くにある。犯罪行為が目立つなど、治安は新宿などの外界に比べて劣悪である。
物語後半まで、無限城城下町と混同されたこともある。（「GetBackers-奪還屋-裏」より）初期は、普通の概観の低い廃墟ビルが建っていたが、物語が進むにつれて原作の無限城で見られる鳥篭バルコニーや中国語の看板があるビルが多くが出た。
軍艦島
ACT.7「女神の“腕”を奪り還せ!」に登場。
表向きは金持ち向けのオークションの会場であり、作中ではミロのヴィーナスの腕の披露会が行われ、世界中に中継放送された。しかしその裏では、オークションを利用した違法な物品の取引も積極的に行われている。地下は広大で入り組んでおり、迷いやすい。無限城との関連も囁かれたが、仔細は不明。
地獄谷
ACT.10「永遠の絆を奪り還せ!」に登場。人里離れた森の奥深くにある。鬼里人の本拠地。かつては、ここで魔里人と共生していた。最奥に蟲宮城がある。

## 用語

### 作中に登場した裏稼業
奪還屋
依頼人の望むものを相手から奪い還す稼業。Get Backers、冬木士度など。
運び屋
依頼の品を運ぶ稼業。奪還屋や奪い屋から狙われることが多い。工藤卑弥呼、赤屍蔵人など。
仲介屋
依頼人と奪還屋などの裏稼業とを仲介する稼業。作中ではHEVN。
探し屋
依頼の品を探す家業。
尾行屋
依頼対象を尾行する探偵のような家業。
奪い屋
依頼の品を相手から奪う稼業。不動琢磨、工藤邪馬人など。
護り屋
依頼人とその品を奪還屋や奪い屋から守る稼業。弥勒兄弟、菱木竜童など。
案内屋
依頼の品の場所まで案内する稼業。風鳥院花月など。
横取り屋
運び屋や奪い屋から依頼の品を横取りする稼業。卍一族など。
始末屋
依頼人の望む人物を始末する稼業。黒部兄弟など。

### 武器・道具
毒香水（ポイズンパフューム）
工藤兄妹の魔術のカタリストとなる道具。
退化香（たいかこう）
氷河で見つかった100万年前の猿の脳味噌が原料であり、吸い込むと思考力が著しく低下し、猿に逆戻りする。
火炎香（かえんこう）
一度吸い込んだら最後、体内から発火する。卑弥呼自らが吸って火炎放射のように使う事も出来るが、体への負担も大きい。
時限香（じげんこう）
決められた時間に匂いを発し、相手の体の自由を奪う。時間の調節も可能。
解毒香（げどくこう）
どんな毒でも解毒出来る。他の毒香水とは違って、酷い悪臭。
忘却香（ぼうきゃくこう）
香りを嗅がせる事で、24時間以内の記憶を消去できる。架空のキノコ（ヒトヨモノワスレダケ）から作られた。
傀儡香（くぐつこう）
相手を自分の意のままに操れる。実は卑弥呼の体から発せられる匂い。
追尾香（ついびこう）
特定の人間にしか分からない香りを付け、尾行に使用したり拉致された時に自分の居場所を知らせる事が出来る。
腐食香（ふしょくこう）
触れるだけで物を腐食させる。
加速香（かそくこう）
邪馬人が得意としていた毒香水。吸い込んだ分だけ自らのスピードを上げられるが、体への負担も大きく、下手すれば死ぬ。
催眠香（さいみんこう）
相手を深い眠りへ誘う。
不可視香（ふかしこう）
香りを纏えば、他人からその姿は見えなくなる。
炎滅香（えんめつこう）
炎を消す事が出来る。
爆炎香（ばくえんこう）
吸い込むと体内から爆発するかのように炎が起こる。無臭のため、どこに振り撒いたかの判別が難しい。あまりに威力が高いため、扱えるのはこの世にもあの世にも工藤邪馬人ただ1人。
蟲毒香
蟲が嫌う香りを発する。
蟲滅香
わずかな量で数千の蟲を分解できる。別名「欲滅香」であり、人間が吸い込めば一時的にインポになる。
伝心香
香りに意思を込めて嗅がせる事で、相手に自分の意思を伝えられる。
赤死香
アフリカの風土病の毒素から精製され、一度吸い込めば全身の穴という穴から血を噴き出す。致死量まで使わなければ死ぬ事はない。
名もなき黒の小瓶
邪馬人が死んだ時にポケットに残されていた。生きた人間には効果がないが、ベルトラインの怪物には効果がある。

メス
赤屍蔵人が自分の体内に大量に隠し持っている、刃物。合計108本あるらしい。銀次との初対戦後、それらを非磁性体製に変えた。
飛針（とばり）
筧十兵衛が用いる特殊な針。針治療の要領で、傷を治す事も出来る。
楼蘭舞踏鞭（ろうらんぶとうべん）
楼蘭一族の女が生涯切る事なく伸ばし続けた龍髪（絹よりもしなやかで鉄よりも強い髪）で作られた鞭。笑師春樹が使う。
ストラディバリウス
音羽マドカのヴァイオリン。阿久津俊介に奪われたが、GBによって奪還された。
鬼魔羅（キメラ）
「神の力を宿す」と言われる心臓。元々は鬼里人の長・兜の物だったが魔里人が奪い、長老から士度に授けられた。
「神の記述（かみのきじゅつ）」
人の運命をも変えるカード。本物は2組から3組しか存在しない。その内、マリーアとルシファーが1組ずつ所持している。名称に対応する絵と、英語で名称が描かれている。「支配者（ドミネータ）」と呼ばれるカード使いとなると、自分の属性（ユニット）カードを用いて「高位現実（アパリアリティ）」を他人に見せたり、その中に引きずり込んだりする事ができるようになる。さらに「支配者」が何人か集まって「神の記述」を持っていると、その影響下にある者を「ゲーム」の駒のように動かせる。カードが作り出す「領域（テリトリー）」には選ばれた人間しかする事が出来ず、また「支配者」でない者は、その世界で起こした行動の全てを無効化されてしまう。
カードには、サタンやサリエル、雷神（トール）などの神話系や、飛針の使い手、地獄の業火なども存在し、多種多様である。各人物の守護カードは、「邪眼の王」(蛮)、「雷帝」(銀次)、「芳香の魔女」(卑弥呼)、「絃術師」(花月)、「仲介者」(ヘヴン)、「飛針の使い手」(十兵衛)、「地獄の門番」(雨流)、「刃を持つ死神」(赤屍)、「反逆の大天使」(ルシファー)、「真理の大天使」(護（ガブリエル）)、「邪視の大天使」(翔（サリエル）)、「黙示の大天使」(レナ（レミエル）)、「裁きの大天使」(敏也（ウリエル）)、「西方の守護聖獣」(白虎こと西波羅白秋)、「東方の守護聖獣」(青龍)、「南方の守護聖獣」(朱雀)、「北方の守護聖獣」(玄武)。
「『神の記述』編」と銘打たれたストーリーが連載されていた2002年当時、コラボレーション企画としてコナミから同名のTCGが製作、販売された。カードには「邪眼の王」や「雷帝の戦鎚」、「芳香の魔女」といったGBを髣髴とさせるものもあるが、ゲームとGBとの直接の関係はない。
地獄の業火
「タワーズ・アート」でGBを襲った炎を暗示した。
邪眼の三姉妹
蛮が覚醒と同時に召喚したカード。京極丸典然を撃破した。
冥界の魔犬
雨流が花月を捕らえる際に使用した。
背徳の都
護や翔が通っていた塾、「キューピッド・タワー」の崩壊を暗示した。
マジックケープ
使用すると他人からは姿が見えなくなるカード。「不可視香」と同じ効果を持つ。
呪縛の沼
相手の動きを封じるカード。使用者の手元にカードがある限り、効果は持続される。
死者の褥
銀次とはぐれたヘヴンが引いたカード。外人墓地を暗示した。
スリーピング・ビューティー
仮死状態を創り出す。
冥界の衣
所持者のカードを守る異空間を創り出す、絶対防御のカード。
トロイの木馬
マリーアがヘヴンに潜ませていたカード。ルシファー側のゲームメイクを阻止するために使われた。
契約の爪痕
ルシファーを始め、五大天使達に刻まれた爪痕。敗北、または裏切りを行えばその爪痕によって心臓を抉り出される。
花園の麗龍
東方の守護聖獣・青龍との戦いで銀次を守ったカード。春 龍華（チェン・ロンファ）の化身。
朧炎の鏡
火を属性として心を映し盗る魔鏡で、相手の技を奪う事が出来る。
親愛なる亡者
南方の守護聖獣・朱雀との戦いでピンチに陥った卑弥呼が、偶然使用したカード。工藤邪馬人を呼び出した。
姑獲鳥
羽毛を被る事で姿形を自在に変え、敵の目を欺くカード。
天女の羽衣
洗脳された花月が「絃術師オルフェウス」としてルシファー側にいた時に、ルシファーから貰い受けたカード。効果は不明。
名称不明
雨流が領域を無限城に変えたカード。思い出の地を暗示したカードだと思われる。
THE KEY
ルシファーの潜む本拠地へ続く扉を開けるためのカード。
処刑場の丘
別名・ゴルゴタの丘。「神の記述」のエンディングを暗示した。
地獄門
魔法陣によって守られていた、ルシファーの牙城の門。マリーアでもカードだけではその先へは踏み入る事が出来なかった。

### VOODOO CHILD（ブードゥーチャイルド）
呪術師（ブーディスト）が、堕胎された魔女の子供の魂を呪術により復活させる事により生み出される人間。作中では、工藤卑弥呼、工藤邪馬人、翳沼沙羅衣である。生み出された瞬間、体が愛と憎悪の二つに分かれる。それぞれ見た目はほとんど同じで、向き合うと鏡に映したように正反対になっている。それゆえに「鏡の中の自分」などと呼び合う事が多い。男は28歳、女は17歳の誕生日になると、体が一つに統合され、愛した者を殺す。また、二人のうち片方が他人に殺されると、もう一人も死ぬ。
工藤卑弥呼は魔女の血族の子を復活させた、「天国の扉（ヘブンズ・ドア）」を開く鍵としてのVOODOO CHILDである。
アニメではラストチルドレンと呼ばせている。呪いの宿命を背負っているが、呪いの発動時期や内容には個人差がある。作中で蛮が卑弥呼の過去を「奪われた子供」と評した。

### VOLTS（ボルツ）
天野銀次（雷帝）をリーダーとして、無限城下層エリア（ロウアータウン）を支配していた最強最悪のジャンクキッズグループ。VOLTS四天王とは、冬木士度・風鳥院花月・MAKUBEX・来栖柾の4人である。1巻に蛮と銀次のキャラ紹介があり、銀次の欄に「VOLTS」の名前が出てくるが、このときは、「新宿最悪のキッズグループ〜」の表記になっており、裏新宿より早く設定されていたようである。

### アーカイバ
無限城を司る神。女性口調。アーカイバー（倉庫）の名の通り、現在から未来において無限城で起こる事が全て記録されており、無限城の出来事は何があってもその通りに進む。その運命を変える事ができるのは雷帝だけ。
その正体は「ブレイントラスト」によって作られた巨大な自律機動型コンピューターの一種であり、無限城と裏新宿の秩序と運命の流れを彼らの理想どおりに調整するための道具だった。無限城と裏新宿の存在する「セカイ」そのものが、アーカイバによる「世界のバックアップ」だった。

### 呪術師（ブーディスト）
呪術（ブードゥー）を使う者達。昔から魔女達とは敵対し続け、やがては「呪術王」達によって、魔女はほとんど滅ぼされた。
彼らが使う「呪い」は標的に死をもたらす強いものであるが、その分その代価として術者の生命が必要となる。よってその際、術者の代わりとなる生贄を使う。基本的に呪術による呪いは解く方法がなく、「呪い返し」という方法で術者がかけた呪いによる術者自身の死によってしか解く事はできない。

### 聖痕（スティグマ）
無限城のバビロンシティの一端に触れた者の瞳に刻まれる、模様。瞳は黄色くなり、黒の十字が浮かぶ。
バビロンシティにて、「見てはいけないもの」を見ると刻まれる。氏家火生留と叶条夜は、来栖柾によって刻まれた。黒鳥院夜半は生まれた頃から宿している。聖痕を刻まれた者は、己の潜在能力を発揮し戦闘力が格段に上がるようである。
聖痕（スティグマ）とは、「グラウンド・ゼロ」で「創生の王」となる者を見定める「審判を下す者（ザ・ジャッジ）」の証。マリーアは蛮の母親役として、天子峰は銀次の父親代わりとして、花月と夜半、来栖柾は彼らを「グラウンド・ゼロ」へと導く呼び水だった。全てはアーカイバによって、遥か昔に定められ運命のまま歩み続けた蛮と銀次による血縁の戦いである「創生の王」を決める「悪鬼の戦い（オウガバトル）」へと向けたものだった。

### ブレイントラスト
天野博士を中心とする、様々なジャンルの最高権威が集合して結成された最強の頭脳集団。メンバーは、天野博士・ウィッチクィーン（蛮の祖母）・加賀美京司・来栖柾・間久部博士。
人類の救済のため、セカイを創り出すシステム「アーカイバ」を創りだし、クオリア計画を発動した。森羅万象の「クオリア」の統一、つまり人類の完全なる意思統一を目指した。戦争やテロなど様々な犯罪を抑制するだけでなく、人類を正しい道へと導くために作られたシステム（＝無限城であり、このセカイを創り出している源）。天野博士は息子の突然の事故死により、「世界のバックアップを造る」事を考え、天才達を呼び集めアーカイバを作り、銀次の出現したもう1つの「セカイ」を創り上げた。
「クオリア創生計画」の下では、人々が幸せに暮らしていけないと思ったウィッチクィーンと「造反者」によって起こしたテロにより、セカイの歴史と摂理が狂いだした。この修正のために加賀美京司達を送り込んだが、彼らが帰還できなくなったため、セカイを初期化して一から作り直すため「創生の王」を選ぶプログラムを入力した。
ブレイントラストは知能顧問団の意。

## 書誌情報
- 青樹佑夜・綾峰欄人『Get Backers-奪還屋-』 講談社〈講談社コミックス〉、全39巻

| 巻数 | 巻数 | 初版発行・発売日 | ISBN              |
| ---- | ---- | ---------------- | ----------------- |
| 1    | 1    | 1999年8月17日    | 4-06-312731-1     |
| 2    | 2    | 1999年9月16日    | 4-06-312741-9     |
| 3    | 3    | 1999年11月15日   | 4-06-312777-X     |
| 4    | 4    | 2000年1月17日    | 4-06-312792-3     |
| 5    | 5    | 2000年4月17日    | 4-06-312829-6     |
| 6    | 6    | 2000年6月14日    | 4-06-312849-0     |
| 7    | 7    | 2000年8月11日    | 4-06-312874-1     |
| 8    | 8    | 2000年11月17日   | 4-06-312902-0     |
| 9    | 9    | 2001年1月17日    | 4-06-312924-1     |
| 10   | 10   | 2001年3月16日    | 4-06-312948-9     |
| 11   | 11   | 2001年5月17日    | 4-06-312967-5     |
| 12   | 12   | 2001年8月10日    | 4-06-313007-X     |
| 13   | 13   | 2001年10月17日   | 4-06-313030-4     |
| 14   | 14   | 2001年12月17日   | 4-06-313052-5     |
| 15   | 15   | 2002年3月15日    | 4-06-313084-3     |
| 16   | 16   | 2002年7月17日    | 4-06-363124-9     |
| 17   | 17   | 2002年9月17日    | 4-06-363146-X     |
| 18   | 18   | 2002年11月15日   | 4-06-363167-2     |
| 19   | 19   | 2003年1月17日    | 4-06-363191-5     |
| 20   | 20   | 2003年4月17日    | 4-06-363225-3     |
| 21   | 21   | 2003年6月17日    | 4-06-363250-4     |
| 22   | 22   | 2003年8月12日    | 4-06-363270-9     |
| 23   | 23   | 2003年11月17日   | 4-06-363308-X     |
| 24   | 24   | 2004年2月17日    | 4-06-363334-9     |
| 25   | 25   | 2004年5月17日    | 4-06-363369-1     |
| 26   | 26   | 2004年7月16日    | 4-06-363397-7     |
| 27   | 27   | 2004年10月15日   | 4-06-363436-1     |
| 28   | 28   | 2005年1月17日    | 4-06-363473-6     |
| 29   | 29   | 2005年3月17日    | 4-06-363498-1     |
| 30   | 30   | 2005年5月17日    | 4-06-363524-4     |
| 31   | 31   | 2005年7月15日    | 4-06-363550-3     |
| 32   | 32   | 2005年10月17日   | 4-06-363584-8     |
| 33   | 33   | 2005年12月16日   | 4-06-363608-9     |
| 34   | 34   | 2006年2月16日    | 4-06-363628-3     |
| 35   | 35   | 2006年5月17日    | 4-06-363667-4     |
| 36   | 36   | 2006年8月17日    | 4-06-363706-9     |
| 37   | 37   | 2006年11月17日   | 4-06-363743-3     |
| 38   | 38   | 2007年3月16日    | 978-4-06-363787-8 |
| 39   | 39   | 2007年4月17日    | 978-4-06-363814-1 |

### 関連書籍
- 青樹佑夜・綾峰欄人・週刊少年マガジン編集部『GetBackers-奪還屋- THE LAST PIECE』 講談社〈KCデラックス〉

| 初版発行・発売日 | 初版発行・発売日 | ISBN              |
| ---------------- | ---------------- | ----------------- |
| 2007年4月17日    | 2007年4月17日    | 978-4-06-372281-9 |

- 青樹佑夜・綾峰欄人・週刊少年マガジン編集部『GetBackers-奪還屋- 裏』 講談社〈講談社コミックス〉

| 初版発行・発売日 | 初版発行・発売日 | ISBN          |
| ---------------- | ---------------- | ------------- |
| 2003年6月17日    | 2003年6月17日    | 4-06-334730-3 |

- 青樹佑夜・綾峰欄人『G/B GetBackers-奪還屋- 原画集』 講談社〈KCピース〉

| 初版発行・発売日 | 初版発行・発売日 | ISBN          |
| ---------------- | ---------------- | ------------- |
| 2005年3月17日    | 2005年3月17日    | 4-06-364611-4 |

- 『GetBackers-奪還屋- 地獄のスカラムーシュ公式攻略ガイド 覇王ゲームスペシャル』 講談社〈覇王ゲームスペシャル〉

| 初版発行・発売日 | 初版発行・発売日 | ISBN          |
| ---------------- | ---------------- | ------------- |
| 2001年5月        | 2001年5月        | 4-06-343191-6 |

- 『GetBackers-奪還屋- 公式攻略ガイド』 講談社〈覇王ゲームスペシャル〉

| 初版発行・発売日 | 初版発行・発売日 | ISBN          |
| ---------------- | ---------------- | ------------- |
| 2001年8月        | 2001年8月        | 4-06-343193-2 |

## テレビアニメ
TBS系列にて、2002年10月から2003年9月に放送された。本枠はローカルセールス枠であった為同時ネット局はなく（MBSは後述の通り、同時刻ながら1週間遅れ）、また、系列局のうち新潟放送・山陰放送・大分放送・宮崎放送・熊本放送・琉球放送ではネットされなかった。当初はIL編で終了する予定だったが、ビーナス編や神の記述編の一部（雨流の箇所のみ）などもアニメ化された。内容もミステリアスな雰囲気ではなく、ややシンプルな構成。蛮と銀次の絡みが強調されている。お色気シーンや残虐なシーンはない。原作にあった他作品の名前の発言もカットされている。主に原作14巻までをモチーフにしている。14巻以降の話はアニメ化されておらず、後半はオリジナルストーリーを展開。アニメ化されなかった話の一部はドラマCD化されている。
アニメーション制作はスタジオディーンが担当。
また、アニメ関連の情報番組として『D-Magic〜2人の奪還屋〜』がTBSラジオ（関東ローカル）にて2003年1月から9月にかけて放送された。放送時間は土曜21:00-21:15（2003年4月より21:20-21:30、ナイター中継延長時は21:50に移動、もしくは休止）。パーソナリティは神奈延年と森久保祥太郎。

### スタッフ
- 原作 - 青樹佑夜
- 漫画 - 綾峰欄人（講談社刊「週刊少年マガジン」連載）
- 監督 - 古橋一浩、元永慶太郎
- シリーズ構成 - 面出明美
- キャラクターデザイン - 中嶋敦子
- メカニックデザイン - 村田俊治
- 美術監督 - 柴田千佳子
- 色彩設計 - 松本真司
- 撮影監督 - 川口正幸
- 編集 - 松村正宏
- 音楽 - 岩崎琢
- 音響監督 - 鶴岡陽太
- プロデューサー - 坂本香、河野聡、野口和紀
- アニメーション制作 - スタジオディーン
- 製作 - TBS、チーム奪還屋（源生哲雄、丸山博雄、スタジオディーン）

### 主題歌

#### オープニングテーマ
「揺らぐことない愛」（第1話 - 第25話）
作詞 - 田村直美 / 作曲 - 田村直美、川本盛文 / 編曲 - 川本盛文 / 歌 - 田村直美
レーベル - ジェネオンエンタテインメント
- 第49話ではエンディングテーマとして使用された。

「薔薇色の世界」（第26話 - 第49話）
作詞 - キリト / 作曲 - アイジ / 編曲 - PIERROT & MASAHIDE SAKUMA / 歌、演奏 - PIERROT
レーベル - UNIVERSAL MUSIC JAPAN

#### エンディングテーマ
「一秒のリフレイン」（第1話 - 第13話）
作詞 - 乙葉、堂島孝平 / 作曲 - 堂島孝平 / 編曲 - 長谷川智樹 / 歌 - 乙葉
レーベル - WARNER MUSIC JAPAN
「涙のハリケーン」（第14話 - 第25話）
作詞 - PANINARO 30 / 作曲 - 徳永暁人 / 編曲 - 清水俊也 / 歌 - BON-BON BLANCO
レーベル - コロムビアミュージックエンタテインメント
「Mr. deja vu」（第26話 - 第37話）
作詞 - YURI / 作曲 - オオヤギヒロオ / 編曲 - 宗像仁志 / 歌 - naja
レーベル - コロムビアミュージックエンタテインメント
「CHANGIN'」（第38話 - 第48話）
作詞 - 西寺郷太、竹前裕 / 作曲 - 西寺郷太、奥田健介、小松茂 / 編曲 - NONA REEVES、門倉聡 / 歌 - NONA REEVES feat. YOU THE ROCK☆
レーベル - コロムビアミュージックエンタテインメント

### 各話リスト
| 話 | 放送日         | サブタイトル                    | 脚本         | 絵コンテ          | 演出       | 作画監督          |
| -- | -------------- | ------------------------------- | ------------ | ----------------- | ---------- | ----------------- |
| 1  | 2002年 10月5日 | イニシャルはG&B（ギンジとバン） | 面出明美     | 古橋一浩          | 元永慶太郎 | 中嶋敦子          |
| 2  | 10月12日       | 錆びた絆を奪り還せ!             | 根元歳三     | 元永慶太郎        | 元永慶太郎 | 井上哲            |
| 3  | 10月19日       | プラチナ奪還作戦!               | 面出明美     | 古橋一浩 新留俊哉 | 吉田俊司   | 服部憲知          |
| 4  | 10月26日       | 奪還屋VS運び屋!                 | 吉田玲子     | 新留俊哉          | 平向智子   | 波風立流          |
| 5  | 11月2日        | 暁の死闘 雷帝 VS Dr.J           | 根元歳三     | 則座誠            | 則座誠     | 森本浩文          |
| 6  | 11月9日        | 神の旋律（しらべ）を奪り還せ!   | 面出明美     | 大畑晃一          | 元永慶太郎 | 井上哲            |
| 7  | 11月16日       | 獣変化ビーストマスター          | 吉田玲子     | 吉田俊司          | 吉田俊司   | 服部憲知          |
| 8  | 11月23日       | 響け、生命の音色（おと）        | 根元歳三     | そえたかずひろ    | 平向智子   | 松島晃            |
| 9  | 11月30日       | 幻のひまわりを奪り還せ! 前編    | 根元歳三     | 斉藤哲人          | 則座誠     | 森本浩文          |
| 10 | 12月7日        | 幻のひまわりを奪り還せ! 後編    | 根元歳三     | 新留俊哉          | 吉田俊司   | 波風立流          |
| 11 | 12月14日       | 潜入、無限城・IL奪還作戦        | 面出明美     | 大畑晃一          | 元永慶太郎 | 井上哲            |
| 12 | 12月21日       | 未知なる少年、MAKUBEX           | 吉田玲子     | そえたかずひろ    | 平向智子   | 服部憲知          |
| 13 | 12月28日       | 炸裂! 風鳥院流絃術              | 面出明美     | 新留俊哉          | 則座誠     | 森本浩文          |
| 14 | 2003年 1月11日 | 新たなる四天王                  | 根元歳三     | 斉藤哲人          | 吉田俊司   | 松島晃            |
| 15 | 1月18日        | 闇に舞う楼蘭舞踏鞭              | 吉田玲子     | 小島正士          | 古川政美   | 波風立流          |
| 16 | 1月25日        | 爆発! 怒りの雷帝                | 面出明美     | 斉藤哲人          | 平向智子   | 井上哲            |
| 17 | 2月1日         | 集結! 奪還チーム                | 根元歳三     | 大畑晃一          | 吉田俊司   | 服部憲知          |
| 18 | 2月8日         | 激突! 士度VS笑師                | 吉田玲子     | 渡部高志          | 則座誠     | 森本浩文          |
| 19 | 2月15日        | 友よ…花月VS十兵衛               | 面出明美     | そえたかずひろ    | 元永慶太郎 | 松島晃            |
| 20 | 2月22日        | バビロンシティから来た男        | 吉田玲子     | 小島正士          | 吉田俊司   | 波風立流          |
| 21 | 3月1日         | 復讐の刃・蛮VS不動              | 根元歳三     | 斉藤哲人          | 則座誠     | 井上哲            |
| 22 | 3月8日         | 覚醒! 雷帝降臨                  | 面出明美     | 大畑晃一          | 平向智子   | 森本浩文          |
| 23 | 3月15日        | 襲撃! ヴァーチャル軍団          | 根元歳三     | 大畑晃一          | 吉田俊司   | 服部憲知          |
| 24 | 3月22日        | 最後の戦い! 銀次 VS MAKUBEX     | 面出明美     | 夏月洸            | 則座誠     | 森下昇吾          |
| 25 | 4月5日         | 無限の未来を奪り還せ!           | 面出明美     | 斉藤哲人 古橋一浩 | 平向智子   | 野口和夫          |
| 26 | 4月12日        | 湯けむり温泉奪還紀行!?          | 根元歳三     | 渡部高志          | 元永慶太郎 | 森本浩文          |
| 27 | 4月19日        | 女子高生VS奪還屋                | 根元歳三     | 斉藤哲人          | 吉田俊司   | 井上哲            |
| 28 | 4月26日        | 過去を失くした男                | 根元歳三     | 古橋一浩          | 則座誠     | 服部憲知          |
| 29 | 5月3日         | 女神の腕を奪り還せ!             | 面出明美     | 小島正士          | 平向智子   | 森下昇吾          |
| 30 | 5月10日        | 謎の刺客・弥勒兄弟              | 面出明美     | 夏月洸            | 吉田俊司   | 森本浩文          |
| 31 | 5月17日        | ヘラとカイト                    | 面出明美     | 大畑晃一          | 則座誠     | 波風立流          |
| 32 | 5月24日        | 作戦開始! 銀次VS弥勒            | 面出明美     | 斉藤哲人          | 平向智子   | 井上哲            |
| 33 | 5月31日        | 永久の女神を奪り還せ!           | 面出明美     | 大畑晃一          | 吉田俊司   | 服部憲知          |
| 34 | 6月7日         | GB解散!? 敵は美堂蛮             | 前川淳       | 斉藤哲人          | 則座誠     | 森本浩文          |
| 35 | 6月14日        | 命の炎を奪り還せ!               | 根元歳三     | 加藤敏幸          | 平向智子   | 森下昇吾          |
| 36 | 6月21日        | 運命の子供たち                  | 面出明美     | 大畑晃一          | 吉田俊司   | 波風立流          |
| 37 | 6月28日        | 夏実がんばる!                   | 根元歳三     | 斉藤哲人          | 則座誠     | 井上哲            |
| 38 | 7月5日         | あなただけのリサイタル          | 前川淳       | 夏月洸            | 関田修     | 原田峰文 小松信   |
| 39 | 7月12日        | 銀次入院? 病院だヨ! 全員集合    | 根元歳三     | 松下ユキヒロ      | 平向智子   | 森本浩文          |
| 40 | 7月19日        | 逆襲の猿!                       | こじままさお | 小島正士          | 吉田俊司   | 森下昇吾          |
| 41 | 7月26日        | さらば愛しき人よ                | 前川淳       | 大畑晃一          | 則座誠     | 服部憲知          |
| 42 | 8月2日         | 裏切りの代償                    | 根元歳三     | 渡部高志          | 平向智子   | 波風立流          |
| 43 | 8月9日         | 帰ってきた男…無限城、再び       | 面出明美     | 松下ユキヒロ      | 関田修     | 原田峰文 小松信   |
| 44 | 8月16日        | 最後の四天王                    | 面出明美     | 夏月洸            | 吉田俊司   | 佐光幸恵          |
| 45 | 8月23日        | 復讐鬼・不動逝く                | 前川淳       | 斉藤哲人          | 則座誠     | 森本浩文          |
| 46 | 8月30日        | ブレイン・トラスト              | 面出明美     | 大畑晃一          | 平向智子   | 森下昇吾          |
| 47 | 9月6日         | ベルトライン突入! 銀次VS柾      | 面出明美     | 夏月洸            | 吉田俊司   | 服部憲知          |
| 48 | 9月13日        | 宿命の対決、蛮VS赤屍            | 面出明美     | 斉藤哲人          | 元永慶太郎 | 波風立流          |
| 49 | 9月20日        | ゲットバッカーズ                | 面出明美     | 古橋一浩          | 則座誠     | 森本浩文 中嶋敦子 |

### 放送局
| 放送地域     | 放送局                   | 放送期間                        | 放送日時           | 備考                                     |
| ------------ | ------------------------ | ------------------------------- | ------------------ | ---------------------------------------- |
| 関東広域圏   | 東京放送 (TBS)           | 2002年10月5日 - 2003年9月20日   | 土曜 17:30 - 18:00 | 制作局                                   |
| 近畿広域圏   | 毎日放送 (MBS)           |                                 | 土曜 17:30 - 18:00 | 制作協力 TBSとは同時刻ながらも時差ネット |
| 中京広域圏   | 中部日本放送 (CBC)       | 2002年10月9日 - 2003年10月1日   | 木曜 1:55 - 2:15   |                                          |
| 北海道       | 北海道放送 (HBC)         | 2002年10月13日 - 2003年9月28日  | 日曜 6:00 - 6:30   |                                          |
| 富山県       | チューリップテレビ (TUT) | 2002年10月13日 - 2003年9月28日  | 日曜 6:00 - 6:30   |                                          |
| 石川県       | 北陸放送 (MRO)           | 2002年11月3日 - 2003年10月26日  | 日曜 6:00 - 6:30   |                                          |
| 愛媛県       | あいテレビ (ITV)         |                                 | 日曜 6:00 - 6:30   |                                          |
| 青森県       | 青森テレビ (ATV)         |                                 | 水曜 1:25 - 1:55   |                                          |
| 岩手県       | IBC岩手放送              |                                 | 火曜 0:50 - 1:20   |                                          |
| 宮城県       | 東北放送 (TBC)           |                                 | 土曜 2:15 - 2:45   |                                          |
| 山形県       | テレビユー山形 (TUY)     |                                 | 金曜 16:50 - 17:20 |                                          |
| 福島県       | テレビユー福島 (TUF)     |                                 | 火曜 1:20 - 1:50   |                                          |
| 山梨県       | テレビ山梨 (UTY)         |                                 | 水曜 1:20 - 1:50   |                                          |
| 長野県       | 信越放送 (SBC)           | 2002年10月18日 - 2003年10月10日 | 土曜 1:30 - 2:00   |                                          |
| 静岡県       | 静岡放送 (SBS)           |                                 | 土曜 2:15 - 2:45   |                                          |
| 岡山・香川県 | 山陽放送 (RSK)           |                                 | 土曜 6:00 - 6:30   |                                          |
| 広島県       | 中国放送 (RCC)           |                                 | 月曜 2:20 - 2:50   |                                          |
| 山口県       | テレビ山口 (TYS)         | 2002年10月20日 - 2003年10月5日  | 月曜 1:45 - 2:15   |                                          |
| 高知県       | テレビ高知 (KUTV)        |                                 | 木曜 16:25 - 16:55 |                                          |
| 福岡県       | RKB毎日放送              |                                 | 火曜 2:25 - 2:55   |                                          |
| 長崎県       | 長崎放送 (NBC)           |                                 | 土曜 7:00 - 7:30   |                                          |
| 鹿児島県     | 南日本放送 (MBC)         |                                 | 月曜 1:00 - 1:30   |                                          |

### ゲーム
いずれもコナミより発売。
- GetBackers -奪還屋-〜地獄のスカラムーシュ〜 (GBA) (2001年4月26日)
- GetBackers -奪還屋- (PS) (2001年7月26日)
- GetBackers -奪還屋-〜奪われた無限城〜 (PS2) (2002年9月26日)
- GetBackers -奪還屋-〜奪還だヨ!全員集合!!〜 (PS2) (2003年1月16日)
- GetBackers -奪還屋-〜メトロポリス奪還作戦!〜 (GBA) (2003年3月20日)
- GetBackers -奪還屋-〜邪眼封印!〜 (GBA) (2003年9月4日)
- GetBackers -奪還屋-〜裏新宿最強バトル〜 (PS2) (2004年4月29日)
- GetBackers -奪還屋-[6] (携帯アプリ) (2004年配信) ※PS版の移植ではない
- GetBackers -奪還屋-〜相談屋ゲーム〜 (携帯アプリ) (2007年配信)
- GetBackers -奪還屋-〜ショータイムへようこそ!!〜 (携帯アプリ) (2007年配信)

### ドラマCD
アニメ版の続編ではなく、原作に沿ったストーリーである（雨龍の設定や「VOODOO CHILD」が「ラストチルドレン」という名前で設定変更されていたのが、原作通り「VOODOO CHILD」と呼ばれるなど。なお、GBがヤクザに制裁される場面はアニメ版同様カットされている。）。
- Cinematic Sound Drama GetBackers-奪還屋-神の記述編1〜Divine Revelation〜（2003年10月24日、MKC-0001）
- Cinematic Sound Drama GetBackers-奪還屋-神の記述編2〜The place of a god's death〜（2004年2月14日、MKC-0002）
- Cinematic Sound Drama GetBackers-奪還屋-マリンレッドを奪り還せ!〜Legend of Vampire〜（2005年1月31日、MKC-0003）
- Cinematic Sound Drama GetBackers-奪還屋-永遠の絆を奪り還せ!編1〜Beast Howling〜（2005年3月25日、MKC-0004）
- Cinematic Sound Drama GetBackers-奪還屋-永遠の絆を奪り還せ!編2〜Bug's Karma〜（2006年1月31日、MKC-0009）
- Cinematic Sound Drama GetBackers-奪還屋-永遠の絆を奪り還せ!編3〜The Origin〜（2006年8月31日、MKC-0010）